# فقعان فقاعي
الفقعان الفقاعي حالة مرضية نادرة.تسبب ظهور تقرحات على شكل فقاعات تحتوي سوائل تنتشر على الجلد.ويعتبر الفقعان الفقاعي مرض حويصلي مناعي ذاتي يصيب الكبار المسنين ويتصف بتراكم الـ أضداد IgG في الوصل البشروي. وتنتشر تلك الفقاعات في المساحة التي هي بين طبقات الجلد أي بين البشرة والأدمة. وتصنف على أنها من أنواع فرط الحساسية II التفاعل.
الفقعان الفقاعي يصيب عادة الأفراد الذين هم فوق سن آلـ 40. ولكن لوحظ ان المرض يستهدف غالبا ما يصيب هؤلاء الأشخاص الذين في هذه الفئة العمرية، ولكن لوحظ انه قد يؤثر على الأفراد الذين هم أصغر سنا في بعض الأحيان.

## الأسباب
في معظم حالات الفقعان الفقاعي، يكون السبب في انتشاره هو عوامل خارجية مكتسبة واضحة مثل التعرض للأشعة فوق البنفسجية والعلاج الإشعاعي. كما قد يكون سبب بداية من الفقعان الفقاعي مرتبط مع بعض الأدوية، مثل: فوروسيميد، الإيبوبروفين، المسكنات وغيرها من الأدوية المضادة للالتهابات، مثل كابتوبريل، البنسيلامين، ومضادات حيوية.

## الأعراض
الأعراض الرئيسية يرى المرء مع حدوث الفقعان الفقاعي هو الآفات الجلدية وبثور. هذه البثور تميل إلى حكة تكون مؤلمة جداً في بعض الأحيان. الآفات الجلدية هي تلك التي يمكن أن تحدث في كثير من المجالات على الجلد وعدم البقاء داخل المنطقة عامة واحدة.
سريريا، أقرب الآفات قد تظهر شروية (مثل خلايا النحل). فقاعات تنفجر في نهاية المطاف متوترة، وتنتشر بشكل شائع في الفخذين وأعلى الذراعين، وبعض الأحيان في الجذع والأطراف. وحالات نادرة حول الفم. وهذا المرض قد تكون حادة، ولكن عادة سوف بمراحل تقدم وتأخر. قد العديد من الأمراض الجلدية الأخرى لديهم أعراض مشابهة. ومع ذلك، ميليا هي أكثر شيوعا مع انحلال البشرة الفقاعي المكتسب، وذلك لأن الأهداف المستضدية أعمق. A أكثر الدائري مثل التكوين، مع انخفاض مركزي أو مركزي انهارت الفقاعات قد تشير إلى مرض الخطية ايغا. علامة نيكولسكي سلبي على عكس الفقاع الشائع حيث هو إيجابي. ومن أهم الأعراض:
- نزيف اللثة.

- تقرحات الفم.

- حكة.

- الطفح الجلدي.[5]

- ألم.

- حرقان.

- نزيف الأنف إذا ما كان هناك انتشار للبثور في داخل الانف. ويمكن في بعض الأحيان أيضا في الحلق نتأثر من شأنه أن يسبب مشاكل مع الأكل ويمكن أيضا أن يسبب السعال.

## العلاج
لا يوجد علاج صريح للفقعان الفقاعي هناك مختلف أساليب العلاج الذي يمكن وصفه للمساعدة في مراقبة حدوث الفقعان الفقاعي. الأكثر كثيرا ما ينص طريقة العلاج لاحتواء والسيطرة على تفشي الفقعان الفقاعي علاج كورتيكوستيرويد. وهناك بضعة أنواع مختلفة من الكورتيكوستيرويدات متاح للعلاج الفقعان الفقاعي؛ ومع ذلك بريدنيزون هو الذي يشرع في أغلب الأحيان للمرضى الذين يعانون من هذا الشرط.
على الرغم من أن الفقعان الفقاعي هو حالة طبية يمكن أن تكون مزعجة في كثير من الأحيان، وقد تستمر مرحلة العلاج إلى شهور أو سنين عدة، ولكن هناك الكثير من السبل والوسائل التي يمكن للفرد أن يتحكم في حدوث هذه الحالة النادرة.ومن أهم الطرق العلاج:
العلاج يشمل في المرحلة الأولى الستيرويدات الموضعية واستخدام كريمات الكورتيزون الموضعية، أو حبوب منع الحمل الذي يعتبر العلاج الأكثر أمانا إلى حد ما. أما في الحالات المزمنة والمتفشية بشكل واسع يعطى بريدنيزون والميثوتريكسيت، الآزويثوبرين والمضادات الحيوية مثل التتراسيكلين أو الإريثروميسين الذي يعطى للمرضى الذين لا يستطيعون استخدام الستيرويدات القشرية. في الحالات الشديدة، فإن المنشطات يجب أن تكون جنبا إلى جنب مع حقن حقن في الوريد المناعي.
لفقاقيع عبارة عن مناطق دائرية مرتفعة عن سطح الجلد تمتلئ بالسائل تظهر فوق السطح الخارجي للجلد. وتتكون الفقاقيع كرد فعل وقائي تجاه إصابات الجلد وقد تحدث مع الحروق، والاحتكاكات (كما يحدث مع الأحذية الجديدة)، وبعض حالات الجلد مثل الإكزيما، الحصف، الفقاعي، وفي حالات نادرة البورفيريا.
ويكون السائل الذي بداخل الفقاعة معقما (فهو ليس صديداً، لأن الصديد معناه وجود عدوى)، وهو سائل يخرج من الأوعية الدموية التي بداخل الجلد أسفل الفقاعة للمساعدة في التئام المنطقة المصابة ومنع حدوث العدوى.
وأفضل علاج للفقاقيع ألا تعالج على الإطلاق. فلا تفتح الفقاعة أو تقشرها لتكشف الجلد الرقيق الذي يقع أسفلها، فهذا قد يسبب العدوى للأنسجة التي تقع أسفل الفقاعة.
والفقاقيع التي تسببها فيروسات مثل الفقاقيع التي يسببها فيروس القوباء المنطقية، والحلأ التناسلي، والجديري، ينبغي أيضا تركها وشأنها. تجنب ملامسة أو حك هذه الفقاقيع وحافظ على نظافتها لتجنب العدوى من الفيروسات التي بداخلها.
استشر طبيبك إذا أصبت بفقاقيع كبيرة بدون سبب معروف.

## وصلات خارجية
- Guidelines for the management of bullous pemphigoid, British Journal of Dermatology 2002; 147: 214–221. http://bad.org.uk/Portals/_Bad/Guidelines/Clinical%20Guidelines/Bullous%20Pemphigoid.pdf
- American Osteopathic College of Dermatology
- جمعية طب الجلد في نيوزيلندا immune/pemphigoid
- Penn State College of Medicine
- Skin antibodies (pemphigoid)- look under the heading "Other diseases"